# Menneskets seksualitets historie
 Denne artikel bør gennemlæses af en person med fagkendskab for at sikre den faglige korrekthed.

Seksuel adfærd og sociale konstruktioner om seksuel adfærd - tabuer, regulering samt social og politisk indflydelse - har haft stor indflydelse på de forskellige kulturer i verden siden forhistorisk tid.

## Undersøgelse af historikken om menneskets seksualitet
Den schweiziske jurist Johann Bachofens arbejde har haft stor indflydelse på studiet af seksualitetens historie. Mange forfattere, heriblandt Lewis Henry Morgan og Friedrich Engels, blev påvirket af Bachofens arbejde og kritiserede Bachofens ideer om emnet, som næsten udelukkende trak på oldgammel mytologi. I sit værk fra 1861, Mother Right: An Investigation of the Religious and Juridical Character of Matriarchy in the Ancient World, skriver Bachofen at menneskets seksualitet var kaotisk og promiskuøs i begyndelsen.
Denne "afroditiske" fase blev erstattet af en matriarkalsk "demeter" fase, et resultat af at moderen var den eneste pålidelige kilde til efterkommere. Overgangen til monogami, som blev håndhævet af mænd, gjorde faderskabssikkerhed mulig, hvilket faldt sammen med en patriarkalsk strømning i samfundet, som Bachofen kalde den ultimative "apolloaniske" fase af menneskeheden. Bachofens synspunkter er ikke baseret på empiriske beviser, men de anses i dag for at være vigtige i historikken om menneskets seksualitet, fordi de gjorde indflydelse på samtidens og eftertidens tænkere, især inden for feltet kulturantropologi .
Moderne forklaringer på menneskelig seksualitets oprindelse er ofte baseret på evolutionærbiologi og især feltet for menneskelig adfærdsøkologi . Evolutionsbiologi viser, at den humane genotype, som alle andre organismer, er resultatet af de forfædre, der reproducerede sig med større frekvens end andre. Tilpasning af seksuel adfærd er således ikke et forsøg fra den enkeltes side på at maksimere reproduktion. I stedet er nutidens adfærd sandsynligvis et resultat af selektive kræfter, der opstod i den Pleistocæne epoke.

## Sex i forskellige kulturer

### Indien
Indien spiller en betydelig rolle i seksualhistorie, fordi der dér blev skrevet noget af den første litteratur, som behandlede samleje som en videnskab. I nyere tid har Indien desuden været oprindelsessted for new-age gruppers filosofiske fokus på samt holdning til sex. Der argumenteres til tider for, at Indien var det første sted, der anvendte seksualundervisning, som foregik gennem kunst og litteratur. Som i andre samfund var der forskel på seksuel praksis mellem almindelige mennesker og magtfulde herskere i Indien. Overklassen og mennesker med magt havde ofte en hedonistisk livsstil, som ikke var repræsentativ for resten af befolkningen, og som ikke repræsenterede almindelige moralske holdninger. Mange af de almindelige seksuelle praksisser, såsom sædvanen og kunsten at kysse, opstod i Indien, og spredte sig med tidlige former for globalisering.
De første beviser på holdninger til sex kommer fra hinduistiske, buddhistiske og jainistiske gamle tekster, hvoraf den førstnævnte muligvis har den ældste overlevende litteratur i verden. I de ældste tekster, Vedaerne, blev der skrevet om moralske perspektiver på seksualitet, ægteskab og fertilitetsbønner. Seksuel magi omtales i en række af de vediske ritualer, mest markant i Asvamedha offerceremonien, et ritual som kulminerede med at den ledende dronning simulerede en seksuel handling med en død hest, et fertilitetsritual, der skulle beskytte og øge rigets produktivitet og kampsikkerhed. Det gamle Indiens epik, Ramayana og Mahabharata, som blev komponeret allerede i år 1400 f.v.t., havde enorm indflydelse på Asiens kultur og påvirkede senere kinesisk, japansk, tibetansk og sydøstasiatiske kultur. Disse tekster understøtter teorien om at man i det gamle Indien betragtede sex som en gensidig pligt mellem gifte par, hvor mand og hustru ligeligt behagede hinanden seksuelt. Sex blev dog betragtet som en privat affære, i hvert fald af tilhængere af de nævnte indiske religioner. Det ser ud til at polygami var tilladt dengang, men i praksis blev det formentlig mest praktiseret af herskere, mens almindelige mennesker levede i et monogamt ægteskab. Det forekommer i en del kulturer, at den herskende klasse praktiserer polygami som en måde at bevare en dynastisk tronarverækkefølge.
Den mest kendte seksuelle litteratur fra Indien er Kama Sutra-teksterne. Disse tekster blev skrevet til og opbevaret af filosoffer, kriger- og adelkaster, disses tjenere og konkubiner og folk fra visse religiøse ordener. Alle disse mennesker kunne læse og skrive, og de var uddannede, og dermed begyndte de 64 kunster om kærlighed-lidenskab-nydelse i Indien. Der er mange forskellige versioner af kunsterne, der først blev skrevet på sanskrit og siden blev oversat til andre sprog, såsom persisk og tibetansk. Mange af de originale tekster mangler, og det eneste ledetråd til deres eksistens forekommer i andre tekster. Vatsyayanas version af Kama Sutra er en af de velkendte overlevende eksempler, og den blev først oversat til engelsk af Sir Richard Burton og F.F. Arbuthnot. Kama Sutra er i dag den måske mest læste sekulære tekst i verden. Den specificerer måder hvorpå partnere i et ægteskabeligt forhold skal give hinanden nydelse.
Da den islamiske og engelske victorianske kultur ankom til Indien, havde de generelt en negativ indvirkning på den seksuelle liberalisme i Indien. I de indiske religioners kontekst, herunder hinduisme, buddhisme, jainisme og sikhisme, ansås sex generelt enten som hver partners moralske pligt overfor hinanden, når man var i et langvarigt ægteskabsforhold, eller som et ønske, der hindrer åndelig adskillelse fra kroppen, og som derfor burde afstås. Det moderne Indien oplever en vis renæssance af seksuel liberalisme blandt den veluddannede befolkning i storbyerne, mens der blandt fattige kan være praksis for kastediskrimination og tvangsægteskab (der eksisterer uenighed om grænsen mellem tvangsægteskab og arrangeret ægteskab, men i Istanbul-konventionen fra 2011 og FN's menneskerettighedsråds resolution fra 2013 anerkender man tvangsægteskab som overtrædelse af menneskerettighederne).
Inden for visse skoler af indisk filosofi, såsom Tantra, fremhæves sex i høj grad som en hellig pligt eller en vej til åndelig oplysning eller yogisk balance. Samleje er ikke en del af alle tantriske praksisser, men det er et afgørende emne i venstrehåndstantra. I modsætning til hvad mange tror, er tantrisk sex ikke altid langsom og vedvarende og ender med orgasme. For eksempel foreskriver Yoni Tantra: "der skal være energisk samleje". Alle tantraer siger dog, at visse grupper af personligheder ikke er egnede til visse praksisser. Tantra insisterede på, at mennesker med pashu-bhava (dyrisk dispositioner), hvilket betyder mennesker som er uærlige, promiskuøse, grådige eller har voldelig natur, der spiser kød og anvender rusmidler, vil pådrage sig dårlig karma ved at følge tantriske aktiviteter uden hjælp fra en Guru, som kan instruere dem på rigtig vej. I buddhistisk tantra er ejakulation et stort tabu, da det vigtigste mål med den seksuelle praksis er at bruge den seksuelle energi til at opnå oplysning snarere end almindelig nydelse. Tantrisk sex anses for at være en behagelig oplevelse i Tantra-filosofien.

### Japan
I det, der ofte kaldes verdens første roman, Genji Monogatari ( Fortællingen om Genji ), der ca. stammer fra det ottende århundrede e.Kr., behandles erotik som en central del af adelens æstetiske liv. Prins Genjis seksuelle interaktioner er beskrevet i detaljer, og værket er skrevet i en objektiv stemmetone og på en måde, der indikerer, at seksualitet var lige så værdsat en komponent i det kulturelle liv som musik eller andet kunst. De fleste af hans erotiske interaktioner involverer kvinder, men der er også en episode, hvor Genji rejser en lang afstand for at besøge en af de kvinder, som han lejlighedsvis ses med, men hun er ikke hjemme da han ankommer. Det bliver sent, og Genji glæder sig over at hendes yngre bror er tilgængelig, og rapporterer, at han var lige så tilfredsstillende som erotisk partner.
Fra tidspunktet med Genjis fortællinger til mindst så sent som Meiji-restaurationen er der ikke noget, der tyder på, at seksualitet blev behandlet på en pejorativ måde. I moderne tid blev homoseksualitet drevet ud i det skjulte, indtil det i den seksuelle revolution kom frem igen. Yukio Mishima, sandsynligvis den mest kendte japanske forfatter uden for Japan, skrev ofte om homoseksualitet og dets forhold til både gammel og ny japanske kultur. Ligeledes er prostitution, pornografi, Geisha- traditionen og utallige typer af fetisher og sadomasochisme genopstået efter årtier under jorden.
I Japan blev seksualitet styret af sociale kræfter, som man kender det fra andre kulturer. Alligevel er dens seksuelle kultur væsentligt anderledes fra Kina, Korea, Indien eller Europa. I det japanske samfund er udstødelse den primære metode til at sikre social kontrol. Det japanske samfund er i høj grad et samfund, hvor følelsen skam er central. Der rettes meget opmærksomhed mod hvad der er høfligt eller passende at vise overfor andre, mens der ikke i samme grad fokuseres på hvilken adfærd, der kan få en person til at virke "korrupt" eller "skyldig" i ordenes kristne forstand. Der er en stærk tendens til at gruppere sig i "os-grupper" og "dem-grupper", sandsynligvis en rest af Japans fortid som et kastesamfund, og det er en kilde til pres for menneskerne. Det ses bl.a. via popkultur (som kan ses gennem komplekse teenage subkulturer, som ofte er stammelignende og materialistiske) samt i mere traditionelle roller (fx lønmodtagerens pressede og hårdtarbejdende rolle). Menneskernes seksuelle udtryk spænder fra et krav til et tabu alt afhængig af omstændighederne, og mange, især teenagere, oplever at spille flere strengt adskilte roller i løbet af en uge.
Den japanske tradition for geishaer er ofte omhyllet af misforståelser. I vesten har man ofte troet at der var tale om en prostitueret, men en geisha var en kvinde, der var uddannet i kunst, fx musik, og kultiveret samtale, og hun var tilgængelig for ikke-seksuel interaktion med hendes mandlige klientel. Disse kvinder adskilte sig fra de hustruer, som deres klientel sandsynligvis havde derhjemme, fordi man normalt kun forventede af kvinder, at de skulle kunne udføre husholdningsopgaver, altså bortset fra geishaer. Denne sociale norm begrænsede i høj grad almindelige kvinders muligheder for at forfølge forskellige karrierer og interesser i det traditionelle samfund. Det begrænsede samtidig måderne, hvorpå en mand kunne nyde sin hustrus selskab. Geishaen udfyldte de ikke-seksuelle sociale roller, som almindelige kvinder blev forhindrede i at udføre, og de blev efter sigende betalt godt for denne service. Geishaerne var ikke frataget muligheden for at være seksuelle. En geisha havde måske en klient, som hun var intim seksuelt med, men den seksuelle rolle var ikke en del af hendes rolle eller ansvar som geisha.
I det traditionelle japanske samfund forventedes kvinder at være meget underordnede mænd og især deres ægtemænd. Man kan beskrive deres rolle som knap andet end husholdersker og trofaste seksuelle partnere for deres mænd. Deres ægtemænd kunne på den anden side ses seksuelt med hvem de valgte uden for ægteskabet, og en væsentlig del af mandlig social opførsel involverede at man efter arbejde besøgte såkaldte "underholdningssteder" i selskab med mandlige kollegaer fra arbejdspladsen - steder, der kan tilbyde en let mulighed for seksuel tilfredsstillelse uden for ægteskabet. I efterkrigstidens Japan har man oplevet en vis liberalisering af de normer der blev pålagt kvinder. Der har desuden været en vis udvidelse af de facto magt hos kvinder i familien.
Japan har ikke lidt af samme høje antal AIDS-ramte, som karakteriserer visse lande i Afrika og Sydøstasien. I 1992 begrundende den japanske regering sin fortsatte afvisning af orale præventionsmidler i Japan med, at de frygtede at det ville føre til et reduceret kondomforbrug, og dermed øge overførslen af AIDS. I 2004 stod kondomer for 80% af det samlede forbrug af fødselskontrolmidler i Japan, og dette kan muligvis forklare Japans sammenligneligt lave antal AIDS-ramte.

### Antikken

#### Grækenland
I oldtidens Grækenland var fallos, ofte i form af guden Herma, et tilbedelsesobjekt som symboliserede frugtbarhed. Dette ses især i græske skulpturer og andre kunstværker. En gammel, græsk, mandlig idé om kvindelig seksualitet var, at kvinder misundte mandens penis. Hustruer blev betragtet som en vare og et instrument til at føde børn. På grund af mændenes status i samfundet, måtte hustruerne dengang leve med, at de seksuelt konkurrerede mod pæderasti, hetærer og slaver i deres egne hjem. Hustruen var dog den eneste der kunne føde legitime børn.
Både homoseksualitet og biseksualitet i form af efebofili var integreret i uddannelse, kunst, religion og politik i oldtidens Grækenland. Forhold mellem voksne var ikke sjældne, men de ansås som ugunstige. Der fandtes også lesbiske forhold af pæderastisk karakter.
I oldtidens Grækenland var det almindeligt, at voksne mænd havde seksuelle forhold til unge. Praksissen var et tegn på modenhed for de unge, der så op til de voksne mænd som seksuelle mentorer.
Oldtidens græske mænd mente, at sofistikeret prostitution var nødvendigt for nydelse. Der var forskellige klasser af prostituerede tilgængelige. Hetærer var uddannede og intelligente ledsagere, som stod for intellektuel såvel som fysisk nydelse. Man fandt også prostituerede som solgte sig på gaderne, mens tempelprostituerede eller velsignede prostituerede opkrævede en højere pris. Templet i Korinth, en havneby ved Det Ægæiske Hav, havde tusind velsignede prostituerede.
Voldtægt, som regel i forbindelse med krigsføring, var almindeligt. Det blev af oldtidens mænd set som en "herredømmelsesret", en ret for den, der dominerede. Der kan desuden findes mange voldtægter i den græske religion: Zeus overfaldt og forgreb sig på mange kvinder: Leda, mens han havde form af en svane, Danaë mens han var forklædt som gylden regn, Alkmene forklædt som sin egen mand. Zeus bortførte og voldtog også en dreng, Ganymedes.

#### Etruskerne
Oldtidens etruskere havde et anderledes syn på seksualitet sammenlignet med de andre europæiske folkeslag fra antikken, hvor de fleste havde arvet de indoeuropæiske traditioner og synspunkter om kønsroller.
Græske forfattere som Theopompus og Platon kaldte etruskerne umoralske, og det er mest ud fra deres beskrivelser, at man har information om etruskerne. De skrev, at kvinderne ofte havde sex med mænd, de ikke var gift med, også selvom kvinderne var gifte, og at børn i deres samfund ikke blev mærket "uægte", selvom faderen var ukendt. Theopompus beskrev også orgiastiske ritualer, men det er uklart, om det var en almindelig skik eller et mindre ritual dedikeret til en bestemt guddom.

#### Rom
Det var den mandlige romerske borgers pligt at kontrollere hans krop, da dette var et centralt begreb i den mandlige seksualitet i den Romerske Republik. "Dyd" (virtus, fra vir, "mand") blev sidestillet med "mandlighed". Den tilsvarende dyd for kvindelige borgere med høj social status var pudicitia, en form for seksuel integritet eller værdighed, der viste kvindens tiltrækningskraft og selvkontrol. Kvindelig seksualitet blev opmuntret inden for ægteskabet, men kunne være associeret med skam eller sladder udenfor ægteskabet. I det romerske patriarkalske samfund skulle en "rigtig mand" styre både sig selv og andre, og han burde ikke underkaste sig andres brug eller nydelse.  En romersk mand kunne indgå i homoseksuelle forhold uden at miste sin maskulinitet, så længe han spillede den penetrerende eller dominerende rolle. Mandlige partnere var socialt underordnede og hørte til kategorier som prostituerede, underholdere og slaver. Sex med mandlige mindreårige, som var født af frie forældre, var formelt forbudt (se Lex Scantinia). Bebreber som homoseksuel og heteroseksuel udgjorde således ikke en primær dikotomi i romersk tænkning om seksualitet, og der findes ingen latinske ord for disse begreber.
Man kan finde mange skildringer af seksualitet i romersk litteratur og kunst. Man dekorerede for eksempel ofte med falliske symboler, og seksuelle positioner og scenarier er afbildet i stor variation blandt de malerier, der er bevaret på Pompeji og Herculaneum. Digtesamlinger fejrede kærlighedsforhold og -affærer, og The Art of Love af den augustanske digter Ovidius instruerede legende både mænd og kvinder i, hvordan man tiltrækker og nyder elskere. Udførlige teorier om menneskelig seksualitet, ofte baseret på græsk filosofi, blev udviklet af tænkere som Lucretius og Seneca. De klassiske myter omhandlede ofte seksuelle temaer som kønsidentitet, utroskab, incest og voldtægt.
Som i andre aspekter af det romerske liv blev seksualitet understøttet og reguleret af traditionel romersk religion, både statens offentlige religion og private religiøse praksisser og magi.  Cicero mente, at ønsket om formering var "republikkens såbed", da det var årsagen til den første form for social institution, nemlig ægteskab, som skabte familien, som af romerne blev betragtet som selve byggestenen for civilisationen. Romerretten straffede sexforbrydelser, især voldtægt, incest og utroskab. En romersk mand begik imidlertid kun utroskab, hvis hans seksuelle partner var en gift kvinde. Dette gjorde det nemmere for mændene i samfundet at besøge prostituerede uden at blive straffet derved.
Prostitution var lovligt, offentlig og udbredt. Underholdere af ethvert køn antoges at være seksuelt tilgængelige, og gladiatorer ansås som seksuelt glamourøse. Slaver manglede juridisk støtte og var sårbare over for seksuel udnyttelse.

### Fransk Polynesien
Øerne Fransk Polynesien er kendt for deres seksuelle kultur. Mange seksuelle aktiviteter, der er tabuer i vestlige kulturer, blev betragtet som normale i de indfødtes kultur. Kontakten med vestlige samfund har ændret mange af skikkene, så man må undersøge deres præ-vestlige historie ved at læse antikke skrifter.
Børn sov i samme rum som deres forældre og kunne se deres forældre, mens de havde sex. Samlejesimulering blev til penetration, så snart drengene fysisk var i stand til det. Voksne fandt børns simulering af sex morsomt, men når pigerne nærmede sig 11 års-alderen ændredes attituden mod dem.
Man tilskyndede ikke førægteskabelig sex, men det var generelt tilladt. Restriktioner for teenageres seksualitet omfattede incest og der var regler for exogami og for førstefødte døtre af højtstående afstamning. Når kvinder af højtstående stand havde fået deres første barn var det tilladt for dem, at have udenomsægteskabelige affærer.
Adam Johann von Krusenstern rapporterede i sin bog, baseret på en ekspedition med Yuri Lisyansky, at han oplevede en far, der bragte en 10-12-årig pige til hans skib, og at hun havde sex med besætningen. I en anden bog skrevet af Charles Pierre Claret de Fleurieu og Étienne Marchand havde 8-årige piger sex og udførte seksuelle handlinger offentligt.

### Det tyvende århundrede: Seksuel revolution
Den seksuelle revolution var en væsentlig ændring af seksuel moral og seksuel adfærd i hele Vesten i 1960'erne og begyndelsen af 1970'erne. Opfindelsen af nye, effektive teknologier gjorde det nemmere at have personlig kontrol med graviditet, og den første p-pille gav kvinder en effektiv måde at håndtere deres frugtbarhed på.  Flere lande liberaliserede deres lovgivning om abort, hvilket gjorde det muligt at afbryde en uønsket graviditet sikkert og lovligt, og uden at det ville udgøre en alvorlig fare for moderens helbred.

## Homoseksuelle forhold
Samfundsmæssige holdninger til forhold mellem samme køn har varieret over tid og sted, lige fra at forvente, at alle mænd indgår i homoseksuelle forhold, til afslappede eller løse forhold, til general accept af homoseksualitet, til at se homoseksualitet som en mindre synd, til at undertrykke det gennem retshåndhævelse og retssystemer og til at dømme homoseksualitet med dødsstraf.
En undersøgelse af historiske og etnografiske materialer fra præindustrielle kulturer kunne rapportere at ud af 42 undersøgte kulturer, viste 41 % "stærk afvisning af homoseksualitet", mens det blev accepteret eller ignoreret af 21 %, og 12 % rapporterede ikke brug af begrebet om homoseksualitet. Af 70 etnografier rapporterede 59 % at homoseksualitet ikke var tilstede eller sjælden hændte, mens 41% rapporterede, at det var til stede eller ikke ualmindeligt.
I kulturer som er påvirket af Abrahamitiske religioner etablerede loven og kirken sodomi som en overtrædelse af guddommelig lov eller som en forbrydelse mod naturen. Fordømmelsen af analsex mellem mænd foregik imidlertid også før den kristne tro. Det var for eksempel hyppigt dømt som "unaturligt" i det gamle Grækenland, en attitude, som kan spores tilbage til Platon.
Der er blevet anvendt udtryk som homoseksuel eller biseksuel om mange historiske skikkelser, herunder Sokrates, Lord Byron, Edward II og Hadrian. Michel Foucault, har betragtet dette som at man har risikeret den anakronistiske introduktion af en moderne konstruktion af seksualitet, som var fremmed for deres samtid, men denne udlægning udfordres af andre.
Et konstruktionistisk argument er, at man i antikken eller middelalderen ikke oplevede homoseksualitet som en eksklusiv, permanent eller definerende seksualitet. John Boswell har modargumenteret dette ved at citere antikke græske skrifter af Platon, som beskriver enkeltpersoner der udviser eksklusiv homoseksualitet.

## Religion og sex

### Jødedom
I jødisk lov betragtes sex ikke som syndigt eller skamfuldt, når det udføres indenfor ægteskabets rammer, og det anses heller ikke for et nødvendigt onde med henblik på at få børn. Sex betragtes som en privat og hellig akt mellem mand og hustru. Visse seksuelle praksisser, blev betragtet som alvorlige umoralske "vederstyggeligheder", som undertiden kan straffes med døden. Væsker fra sex blev betragtet som rituelt uren, hvilket krævede rituel afvaskning.
Nogle har for nylig stillet spørgsmålstegn ved, om Det Gamle Testamente forbød alle former for homoseksualitet. Spørgsmålene henviser til problemer ved korrekt oversættelse og fortolkning, og henvisninger til gamle kulturelle praksisser. Rabbinsk jødedom har imidlertid utvetydigt fordømt homoseksualitet.

#### Moseloven
- Og Gud velsignede dem, og Gud sagde til dem: "Bliv frugtbare og mangfoldige og opfyld Jorden, gør eder til Herre over den og hersk over Havets Fisk og Himmelens Fugle, Kvæget og alle vildtlevende Dyr, der rører sig paa Jorden!" (1. Mosebog 1:28)

Toraen er eksplicit om hvilke seksuelle handlinger den fordømmer, og derudover forbyder den også visse typer forhold: utroskab, alle former for incest, mandlig homoseksualitet, bestialitet og den introducerede desuden ideen om, at man ikke skulle have sex under hustruens menstruation. Herunder en liste over nogle af de fordømte handlinger:
- Du skal ikke ligge med din nabos kone, da bliver du uren af hende. (Lev. 18:20)
- Du skal ikke ligge med manden som med kvinden; det er en vederstyggelighed. (Lev. 18:22)
- Du må ikke have seksuel omgang med noget dyr; du bliver uren ved det. Ingen kvinde må byde sig til for et dyr, for at det skal parre sig med hende. Det er en skændsel. (Lev. 18:23)

### Kristendom
Kristendommen understregede de jødiske holdninger til seksualitet og tilføjede to nye begreber. For det første genoptog de idéen om, at ægteskab var absolut eksklusivt og uopløseligt, og der blev tilføjet yderligere love angående skilsmisse. For det andet var ægteskabet i Det Gamle Testamente i kontinuitet med den samlede ægteskab i Eden, men i Det Nye Testamente er det også et mål ikke at blive gift (Matthæusevangeliet 22). Dette betyder praktisk set at i tiden efter Jesus er ægteskabet normativt, men cølibat anses for at være en værdifuld gave i og for sig selv.

#### Det Nye Testamente
Det Nye Testamente har rimelig klare principper om seksuelle forhold. I et af sine breve til den Korintiske kirke svarer Paulus direkte på nogle spørgsmål, de havde stillet om emnet:
1 Hvad angår det, I skrev, så er det bedst for en mand ikke at røre en kvinde. 2 Men for at undgå utugt skal enhver mand have sin hustru, og enhver kvinde sin mand. 3 En mand skal give sin hustru, hvad han skylder hende, og en hustru ligeså sin mand. 4 En hustru råder ikke over sit legeme, men det gør hendes mand; ligeså råder heller ikke en mand over sit legeme, men det gør hans hustru. 5 I må ikke unddrage jer hinanden, hvis I da ikke er blevet enige om det for en tid, for at I kan hengive jer til bøn og så komme sammen igen, for at Satan ikke skal friste jer, fordi I ikke kan være afholdende. 6 Men dette siger jeg som en indrømmelse, ikke som en befaling. 7 Jeg ser helst, at alle mennesker er som jeg; men enhver har sin egen nådegave fra Gud, den ene på én måde, den anden på en anden måde. (Paulus' 1. brev til Korintherne 7:1-9)
Konteksten for brevet er, at nogle medlemmer af kirken brugte prostituerede (6:16), mens andre var fortalere for en 'højere åndelighed', og med urette nægtede glæde eller nydelse ved jordiske ting, og krævede herunder afholdenhed fra sex (7:1). Paulus skrev til dem for at forklare den rigtige kontekst for sex, nemlig i ægteskabet, og vigtigheden af, at par fortsætter med at have sex og giver hinanden nydelse. Samtidig opmuntrer han dem til at forfølge cølibat (som han senere forklarer [7: 32-35], så de kan bruge mere tid og energi til andre for en tid) der hvor Gud har givet den gave (7:7). Mange andre passager refererer til sex eller ægteskab.

#### Senere kristne tanker
St. Augustin mente, at der før Adams fald ikke var begær i den seksuelle akt, men at sex var underordnet den menneskelige fornuft. Senere konkluderede teologer på lignende vis, at begæret i sex var et resultat af arvesynden, men næsten alle var enige om, at dette kun var en tilgivelig synd, så længe det hændte i ægteskab uden overdreven lyst.
I visse retninger, som for eksempel Westminster Confession, anses der for at være tre formål med ægteskab: til gensidig opmuntring, støtte og glæde; for at få børn; og for at forhindre lystbaseret synd.
I dag har mange kristne vedtaget et synspunkt om, at der ikke er nogen form for synd i glæderne i ægteskabsrelationer. Nogle kristne har en tendens til at begrænse omstændighederne og i hvilken grad seksuel nydelse er moralsk tilladt, og ønsker for eksempel at opbygge selvkontrol for at forhindre, at sex bliver vanedannende.

### Hinduisme
I Indien havde hinduismen en åben holdning til sex og anså det for at være en videnskab, kunst og åndelig praksis. Det mest berømte indiske litteratur om sex er Kama Sutra (aforismer om kærlighed) og Kamashastra (fra Kama = glæde, shastra = specialiseret viden eller teknik). Denne samling af eksplicitte seksuelle skrifter, både åndelige og praktiske, dækker de fleste aspekter af frieri og seksuel omgang. Denne viden blev samlet sammen i værkform af vismanden Vatsyayana fra et manuskript på 150 kapitel, der var afledt af 300 kapitler, som kom fra en samling af omkring 100.000 tekstkapitler. Man mener at Kama Sutra blev skrevet i sin endelige version engang mellem det tredje og femte århundrede e.Kr.
Skulpturerne udskåret på templer i Indien er også bemærkelsesværdige, især dem på Khajuraho- templet. De ærlige afbildninger af uhæmmet sex antyder et frit samfund og et tidspunkt i historien, hvor folk åbent håndtere alle aspekter af livet. En gruppe kritikere mener, at udskæringerne uden for templerne indikerer, at man skal komme ind i templerne og efterlade lyster (kama) udenfor.
Bortset fra Vatsyayanas Kamashastra, som uden tvivl er den mest berømte af alle disse typer skrifter, findes der en række andre bøger, for eksempel:
- Ratirahasya, bogstavelig oversættelse - hemmeligheder (rahasya) om kærlighed (rati, forenelsen);
- Panchasakya eller de fem (panch) pile (sakya);
- Ratimanjari eller kærlighedens krans (manjari) (rati, forenelsen)
- Ananga Ranga, eller kærlighedsstadiet.

Kærlighedens hemmeligheder er skrevet af en digter ved navn Kukkoka. Dettantages at han har skrevet værket om sit arbejde for at behage Venudutta, som man mener var en konge. Værket blev oversat til hindi for mange år siden, og forfatterens navn Kukkoka blev forkortet til Koka, og bogen, han skrev, blev kaldt Koka Shastra. Navnet sneg sig ind i alle oversættelser til andre sprog i Indien. Koka Shastra betyder bogstaveligt talt Kokas doktriner eller Kokas lære, og betydningen er identisk med Kama Shastra eller kærlighedens doktriner. Derfor anvendes begge navne, Koka Shastra og Kama Shastra om samme værk.

### Islam
I islam er samleje kun tilladt indenfor ægteskabets rammer, og anses ikke for at være syndigt eller skamfuldt, når det udføres i ægteskab. Det betragtes som en privat og hellig akt mellem mand og hustru. Visse seksuelle praksisser anses for at være umoralske "vederstyggelighed", som undertiden kan straffes med døden. En rituel afvaskning af kroppen er påkrævet, før der bedes efter samleje.
Hvis en muslim har samleje med nogen anden end ægtefællen, dvs. uden for ægteskabet, betragtes det som en synd og en forbrydelse. Udenomsægteskabelig samleje, kaldet zina i Koranen, er strafbart i de lande, der praktiserer islamisk lov, sharia. Hvis personen er ugift kan straffen være fysisk afstraffelse på 100 piskeslag (hor), og hvis personen er gift med en anden (utroskab) er straffen død. Straffen kan kun gives ifølge Sharia hvis samlejet er bevidnet af fire personer, der vil attestere. Koran-teksten siger også, at hvis anklageren ikke kan medbringe 4 vidner, er straffen 80 piskeslag til anklageren for at fremsætte uberettigede beskyldninger. Generelt betyder dette, at straffene ikke gennemføres, medmindre de skyldige selv tilstår synden ved fire separate lejligheder og derfor kan blive straffet.

## Teknologi og sex
I midten af det 20. århundrede gjorde medicinvidenskabelige fremskridt samt moderne forståelse af menstruationscyklussen det muligt at stille diagnoser og behandle mange former for infertilitet. Dette var gennem forberede teknikker inden for observation og kirurgi samt bedre kemi- og laboratorieteknikker.

## Pæderasti
Nogle kulturer, især kendt fra antikken, normaliserede eller promoverede forhold mellem voksne mænd og drenge, ofte teenagere. De unge indgik i pædagogiske venskaber eller kærlighedsforhold, der også havde en erotisk dimension. Forholdene var ofte seksuelle, men kyske forhold var heller ikke sjældne. Hvis forholdet var seksuelt, varede den fase af forholdet indtil den unge var klar til voksenliv og ægteskab. Andre kulturer så sådanne forhold som skadelige for deres interesser - ofte af religiøse grunde - og forsøgte at udrydde dem.

## Zoofili
Zoofili eller dyresex eller bestialitet - seksuel aktivitet mellem mennesker og dyr - går sandsynligvis langt tilbage i tiden. Skildringer af mennesker og dyr i en seksuel kontekst forekommer sjældent i bjergkunst i Europa, som man regner med blev tegnet i begyndelsen af den yngre stenalder hvor domesticeringen af dyr var begyndt. Zoofili forblev et almindeligt tema i mytologi og folklore gennem den klassiske periode (For eksempel Leda og svanen) og ind i middelalderen . Flere forfattere fra oldtiden påstod at zoofili var en almindelig, accepteret praksis - omend ofte i "andre" kulturer.
De Abrahamitiske religioner har eksplicitte forbud mod seksuel kontakt mellem menneske og andre dyr: Den hebræiske bibel dømmer både personen og dyret, der er involveret i zoofili, dødsstraf. Der er flere eksempler fra middelalderens Europa på at mennesker og dyr er blevet henrettet for at begå bestialitet. Med oplysningstiden blev bestialitet omfattet i civile sodomilove med andre seksuelle "forbrydelser mod naturen", og det forblev en forbrydelse, som kunne straffes med døden.
Bestialitet er fortsat ulovligt i de fleste lande. Skønt religiøse argumenter og argumenter om, at det er en "kriminalitet mod naturen" ofte bruges til at retfærdiggøre at det er ulovligt, drejer det centrale spørgsmål sig i dag om muligheden for ikke-menneskelige dyr at give samtykke: det hævdes derfor, at sex med dyr er et overgreb. Som for andre parafilier har Internettet gjort det muligt at danne virtuelle zoofilisamfund, der er begyndt at lobbye for, at zoofilia kan betragtes som en alternativ seksualitet og for legalisering af zoofili.

## Prostitution
Prostitution er salg af seksuelle ydelser, såsom oralsex eller samleje.
I nogle kulturer var prostitution et element i religiøse praksisser, hvilket kaldes tempelprostitution eller religiøs prostitution. Det er veldokumenteret i de gamle østkulturer, såsom hos Sumerne, Babylonerne, i oldtidens Grækenland og i Israel, hvor prostituerede forekommer i Bibelen. I Grækenland den kaldtes de prostituerede kvinder for hetærer, og de var ofte kvinder fra højere sociale klasser, mens de prostituerede i Rom var af lavere social klasse.Hinduistiske templer i det sydlige Indiens prostituerede, devadasier, blev gjort ulovlige af den indiske regering i 1988.

## Seksuelt overførte sygdomme
Seksuelt overførte sygdomme har været et problem for menneskeheden i det meste af den menneskelige tids historie. De hærgede ukontrolleret samfund indtil opdagelsen af antibiotikum. Udviklingen af billige kondomer og undervisning om seksuelt overførte sygdomme har bidraget til at reducere spredningen. På grund af menneskers frie bevægelighed og visse landes ukontrollerede distribution af antibiotika spreder resistente organismer sig, hvilket dermed udgør en trussel for mennesker, der har ubeskyttet sex.

### AIDS
Sygdommen AIDS har haft en indvirkning på moderne seksualitet. Sygdommen blev især bemærket da den spredte sig blandt homoseksuelle mænd og intravenøse stofbrugere i 1970'erne og 1980'erne. Nogle historikere mener, at den første AIDS-sag var i 1959. I dag er størstedelen af ofrene heteroseksuelle kvinder, mænd og børn i udviklingslande. I de fleste udviklingslande har frygt for smitte drastisk ændret aspekter af den menneskelige seksualitet i det tyvende århundrede. Frygten for at få AIDS har været med til at drive en revolution for seksualundervisning, som derfor fokuserer på brug af beskyttelse som kondomer og afholdenhed som midler for at beskytte sig mod AIDS, og på at diskutere seksuelt overførte sygdomme.